# Castello di Francavilla Fontana
Il castello Imperiali di Francavilla Fontana, è una costruzione a metà tra una fortezza e un palazzo gentilizio (castello-palazzo). Quello che si può osservare oggi è il risultato di una serie di modifiche che si sono susseguite già dal XV secolo.
Dal 2018 è sede del "MAFF", Museo Archeologico di Francavilla Fontana.

## Storia

### Le origini
Il Castello di Francavilla Fontana venne edificato intorno alla metà del XV secolo come parte del sistema difensivo del Principato di Taranto. L’iniziativa fu di Giovanni Antonio Orsini del Balzo, principe di Taranto, che nel 1455 ottenne il feudo di Francavilla attraverso uno scambio con Giacomo Antoglietta, rinunciando ai casali di Salve e San Marzano e integrando il trasferimento con cento once di carlini.
La posizione strategica della città, posta lungo la via Appia tra Taranto e Brindisi, spinse Orsini a potenziare le difese del territorio, ordinando l'edificazione di mura e di una struttura fortificata a settentrione del centro abitato. Secondo le fonti, il castello nacque inizialmente come una torre quadrata dotata di fossato e ponte levatoio, più che come una residenza nobiliare vera e propria.
Orsini del Balzo, figlio di Ramondello e della regina Maria d’Enghien, esercitò il proprio potere con durezza. Governava sospettoso e intransigente, mantenendo un rigido controllo sulle sue terre, imponendo tributi pesanti sulla popolazione. Le gabelle colpivano prodotti agricoli e ortaggi, e persino vedove e sacerdoti non erano esenti dalla tassazione. Questa pressione fiscale costituiva una delle espressioni più rigide del feudalesimo meridionale e generò un diffuso malcontento tra i vassalli.
Nel corso dei secoli, l'originaria torre fu inglobata in successive fasi di ampliamento, che trasformarono la struttura difensiva in un palazzo signorile. Solo grazie agli interventi di restauro effettuati in epoca contemporanea è stato possibile identificare con precisione le tracce dell'antico nucleo fortificato, oggi visibili in alcune porzioni murarie interne al complesso. 

### I Bonifacio
Intorno al 1547 la fortezza fu ampliata e modificata dal duca Giovanni Bernardino Bonifacio, l'eminente umanista che aveva ereditato i feudi di Francavilla e di Oria dal padre. Il castello accentuò la sua funzione di fortezza con ulteriori opere di fortificazione di architettura rinascimentale.

### Gli Imperiali
Il castello è anche detto palazzo Imperiali, dal nome dei feudatari che acquistarono il feudo di Francavilla nel 1572. Michele Imperiali decise di trasformare la fortificazione in residenza (tra il 1720 ed il 1730). Nel 1739 Michele junior lo fece isolare, facendo demolire un muro ed alcune botteghe dal lato nord e demolendo archi e colonne che sostenevano un pergolato sul portone d'ingresso. Alla morte di Michelino (1782), mancando gli eredi, il palazzo fu incamerato tra i beni del regno come proprietà feudale, ma l'erede designato da Michelino, Vincenzo Imperiali di Latiano, dopo aver intentato causa al Regio Fisco ottenne il titolo di principe di Francavilla Fontana, ereditando dal castello anche gioielli, mobili, arredamento, libreria, attrezzatura del teatro.

### L'abbandono ed il riutilizzo
Durante la seconda guerra mondiale nel secondo piano del castello furono accasermati dei reparti militari di transito, e tra quelli: il 67º Reggimento fanteria "Legnano" (che sarebbe partito per la Libia), il 139º Reggimento, reduce dalla Grecia e la Legione CC.NN. "Val Bradano".

### Oggi

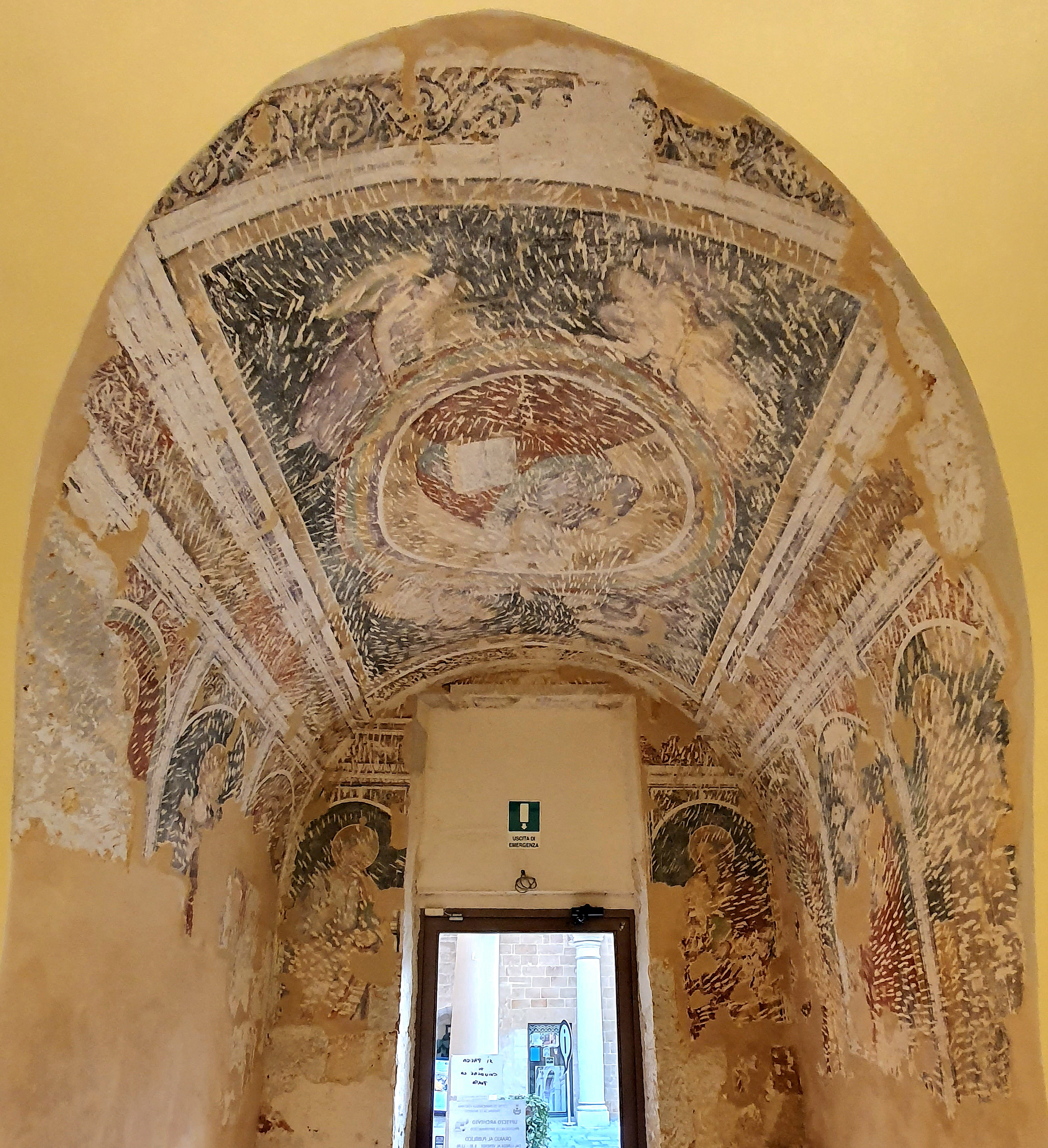
Affreschi della cappella votiva

Il castello ha subito un importante intervento di restauro e consolidamento finalizzato alla sua conservazione nonché alla redistribuzione di alcuni spazi al suo interno; Tra gli interventi più significativi emersi nel corso del restauro, si segnala l'adattamento di uno degli ambienti del castello a sala consiliare, occasione in cui è stato rinvenuto un tratto murario riconducibile a uno dei torrioni angolari dell'antica fortezza. Inoltre, durante le operazioni di recupero al piano terra, è stata riportata alla luce una cappella votiva interamente decorata con affreschi, databili con buona probabilità al XVI secolo. Oggi, oltre ad ospitare uffici comunali e servizi per la promozione turistica, l’edificio accoglie al primo piano il Museo archeologico di Francavilla Fontana, dove sono esposti reperti provenienti da varie epoche, rinvenuti nel territorio cittadino e precedentemente conservati presso il Museo archeologico nazionale di Taranto.
Il 14 luglio 2012 il castello è stato restituito ufficialmente alla cittadinanza di Francavilla Fontana nel corso di una cerimonia che ha visto la partecipazione di rappresentanti istituzionali a livello locale, regionale e nazionale. Questo evento ha segnato il culmine di un processo di valorizzazione promosso dalla Regione Puglia attraverso il Programma Operativo Regionale 2000–2006, finalizzato alla tutela e promozione dei beni culturali e alla loro integrazione negli itinerari turistico-culturali del Barocco pugliese.
Un accordo siglato con la Soprintendenza per i Beni artistici, architettonici, ambientali e storici della Puglia riconosceva il valore storico e architettonico del castello, sottolineandone il potenziale attrattivo e la necessità di interventi per garantirne una fruizione pubblica più estesa.
Nel 2000, l’amministrazione comunale affidò a un gruppo di progettisti l’elaborazione di un piano per completare il consolidamento e il restauro dell’edificio, con l’obiettivo di creare un sistema museale. Successivamente, il 22 dicembre 2003, fu firmato un Accordo di Programma Quadro tra Ministero per i Beni e le Attività Culturali, Ministero dell’Economia e delle Finanze, Regione Puglia e Comune di Francavilla Fontana, che rese disponibile un finanziamento di oltre 5,6 milioni di euro.
I lavori, affidati all’impresa Lattanzi S.r.l. di Roma con contratto firmato il 20 luglio 2005, iniziarono l’anno successivo sotto la direzione dell’architetto Augusto Ressa della Soprintendenza di Lecce. Durante l'esecuzione del progetto si resero necessarie modifiche tecniche e perizie suppletive, che comportarono un aumento dei costi rispetto a quanto previsto inizialmente.

Le richieste economiche avanzate dall’impresa appaltatrice portarono a un confronto con l’amministrazione comunale, che per evitare un lungo contenzioso scelse di avviare una procedura conciliativa. Il Consiglio comunale, riunitosi il 18 giugno 2010, diede mandato alla Giunta di sottoscrivere un accordo transattivo, poi definito dal dirigente dell’ufficio tecnico, che stabiliva un riconoscimento economico pari a 960.000 euro a saldo e stralcio di ogni altra pretesa.
Il progetto culturale prevedeva l’istituzione di un museo etnografico strutturato in più sezioni, volto a documentare anche lo sviluppo urbanistico e architettonico della città, in particolare a seguito della ricostruzione successiva al terremoto del 1743. Tuttavia, l’esaurimento dei fondi ha impedito il completamento dell’intero intervento: alcune aree dell’edificio, tra cui parti dell’interrato, del piano terra e del secondo piano, restano ancora oggi inaccessibili al pubblico.

## Architettura

Pianta del piano terra del castello prima degli allargamenti

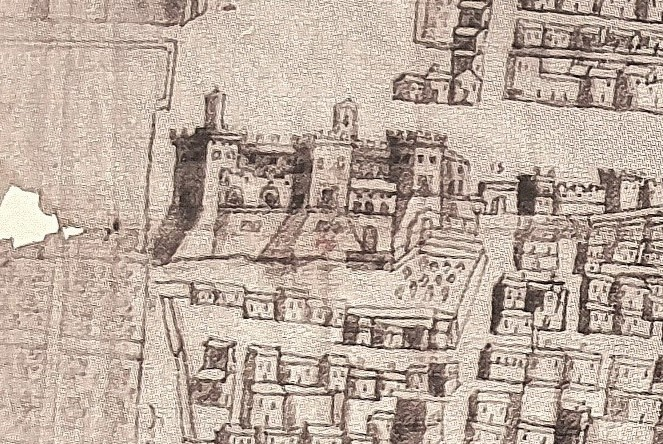
Disegno del 1643 di C. F. Centonze, raffigurante il suo aspetto originario di fortezza

I progetti del modello orsiniano sono quasi sconosciuti, anche se si ipotizza che all'epoca il castello doveva essere una fortezza con tutte le caratteristiche difensive tipiche dalla zona.
Il modello rinascimentale reca ancora tracce visibili sulla struttura: la merlatura, le cornici marcapiano, il fossato e quasi l'intero cortile interno; i tratti settecenteschi presenti sono tuttavia semplici rifiniture della fortificazione.

### Architettura esterna

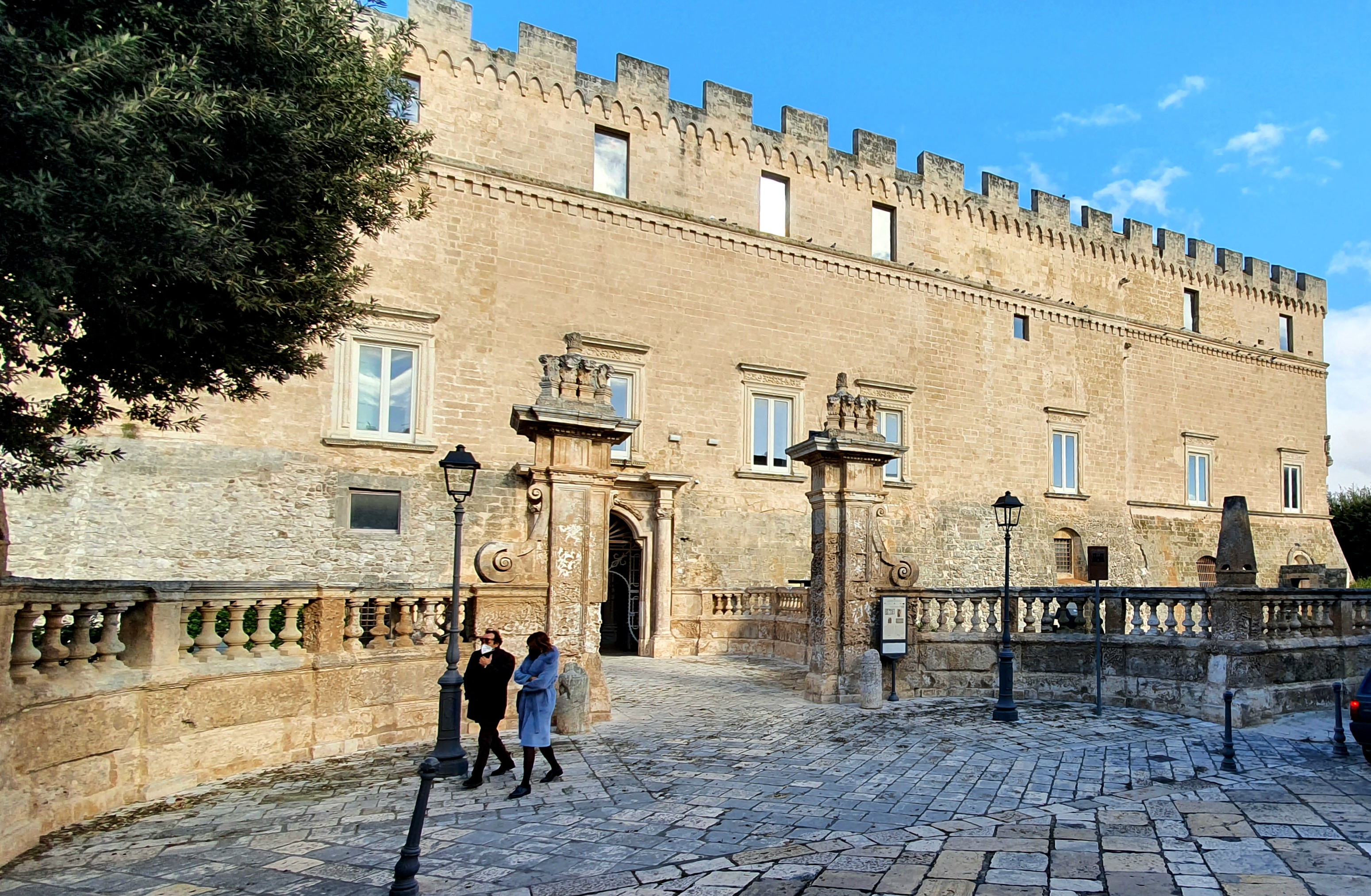
Lato SUD: accesso principale da via Municipio

Il castello comprende tre piani asimmetricamente distribuiti, che ostentano un evidente eclettismo. È circondato da un largo fossato; Nel pianterreno, dalla superficie scarpata, riconosciamo l'aspetto delle fortezze. È illuminato da monofore e casematte di diverse dimensioni con stipiti strombati.
Una linea marcapiano, la tipica cordonatura a dentelli rinascimentale, circonda quasi continuamente l'intero palazzo. La fila delle finestre del primo piano, finemente decorate e leggermente aggettanti, produce un piacevole contrasto luminoso sulle pesanti masse murarie. Agli spigoli del castello si inseriscono gli stemmi della famiglia Imperiali, sormontati da corona, sorretti da un mascherone, diversi per ogni spigolo e delimitati da grossi grappoli (evidenti segni di gusto barocco).
Sulla facciata principale, leggermente spostato verso occidente, si apre un elegante portale. È compreso tra due colonne, poggiate su dadi e dai capitelli compositi, che sorreggono abachi allungati e si confondono con la trabeazione, limitata da un listello. Lo racchiude un cornice profilata da un toro e particolarmente aggettante ai lati.
Gli stipiti sono orlati da tondini che si piegano all'altezza dell'imposta dell'arco, sormontato da un encarpo che ne sottolinea la curva, interrotta, al centro, dallo stemma degli Imperiali.
Più imponente è il portale posteriore, spostato verso il lato orientale con un sovrastante balcone in ferro.
Il primo piano, dall'aspetto meno severo, ha le facciate dalle superfici rigidamente verticali, alleggerite da finestre, che sono orlate da cornici raffiguranti, in alcune, petali intrecciati e, in altre, gruppetti di foglioline di alloro racchiuse in anuli. Le sormontano brevi frontoni, ornati con festoni floreali.

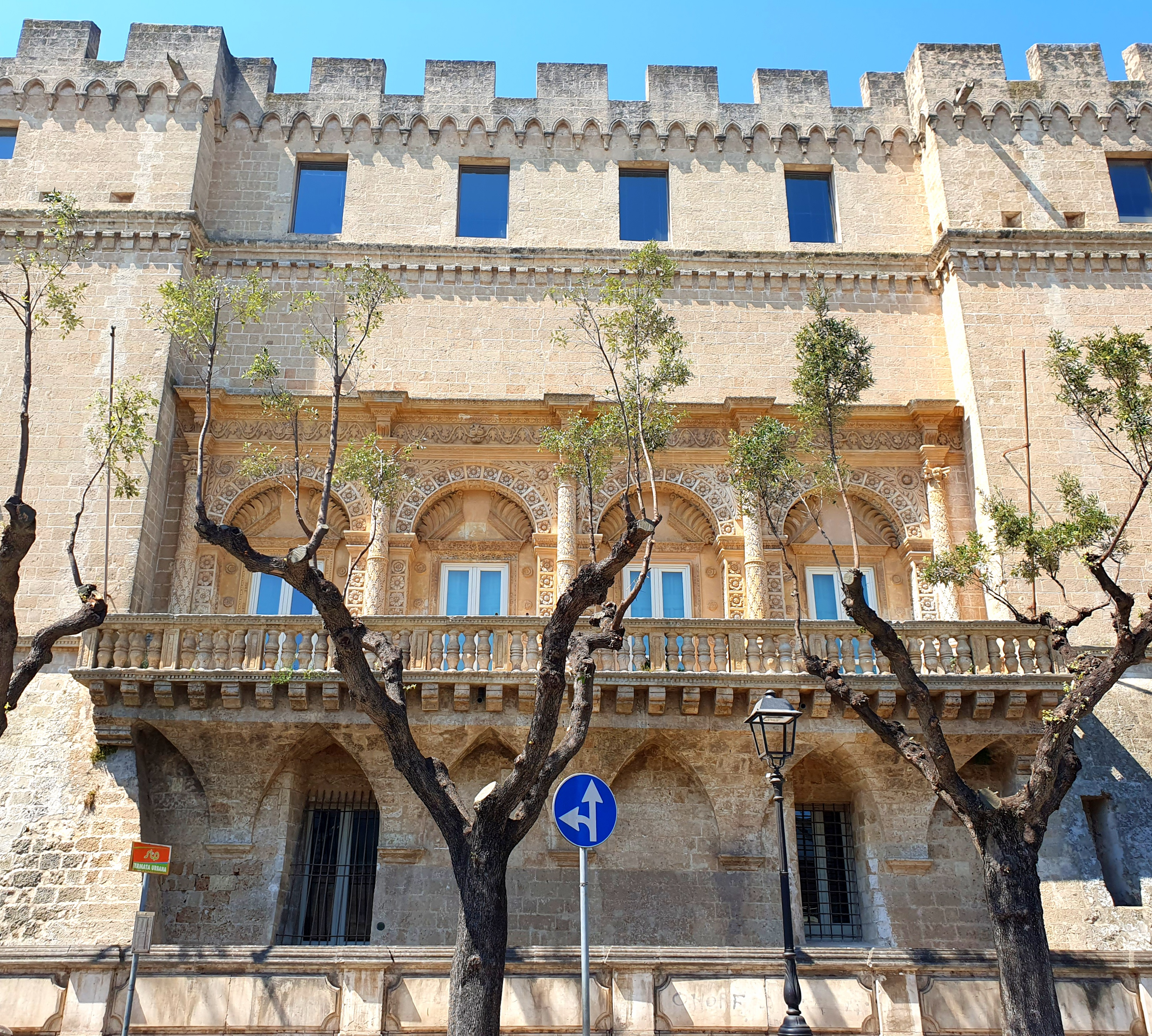
Lato EST: al primo piano è situato il loggiato

#### Loggiato
Sulla facciata orientale si inserisce uno rifinitissimo loggiato di gusto barocco leccese.
Si compone di quattro arcate, addossate alla parete entro le quali sono ricavate altrettante porte-finestre, incorniciate da foglioline e sovrastate da timpani triangolari spezzati, sui cui lati si adagia una foglia di palma, sezionata verticalmente e racchiusa da caulicoli.
Le colonne che separano le arcate dalla loggia, terminante con una trabeazione che produce un effetto di movimento, sono sorrette da piedistalli. Una balaustra, suddivisa in gruppi di colonnine dalla linea classicheggiante, compresi tra pilastrini, accoglie lo stemma degli Imperiali e conclude la loggia, sorretta da mensoloni robusti.
Le colonne sono decorate da motivi di viticci che si avvolgono sinuosamente e le ricoprono completamente, mentre l'intera arcata è decorata con delle rosette.

### Architettura interna

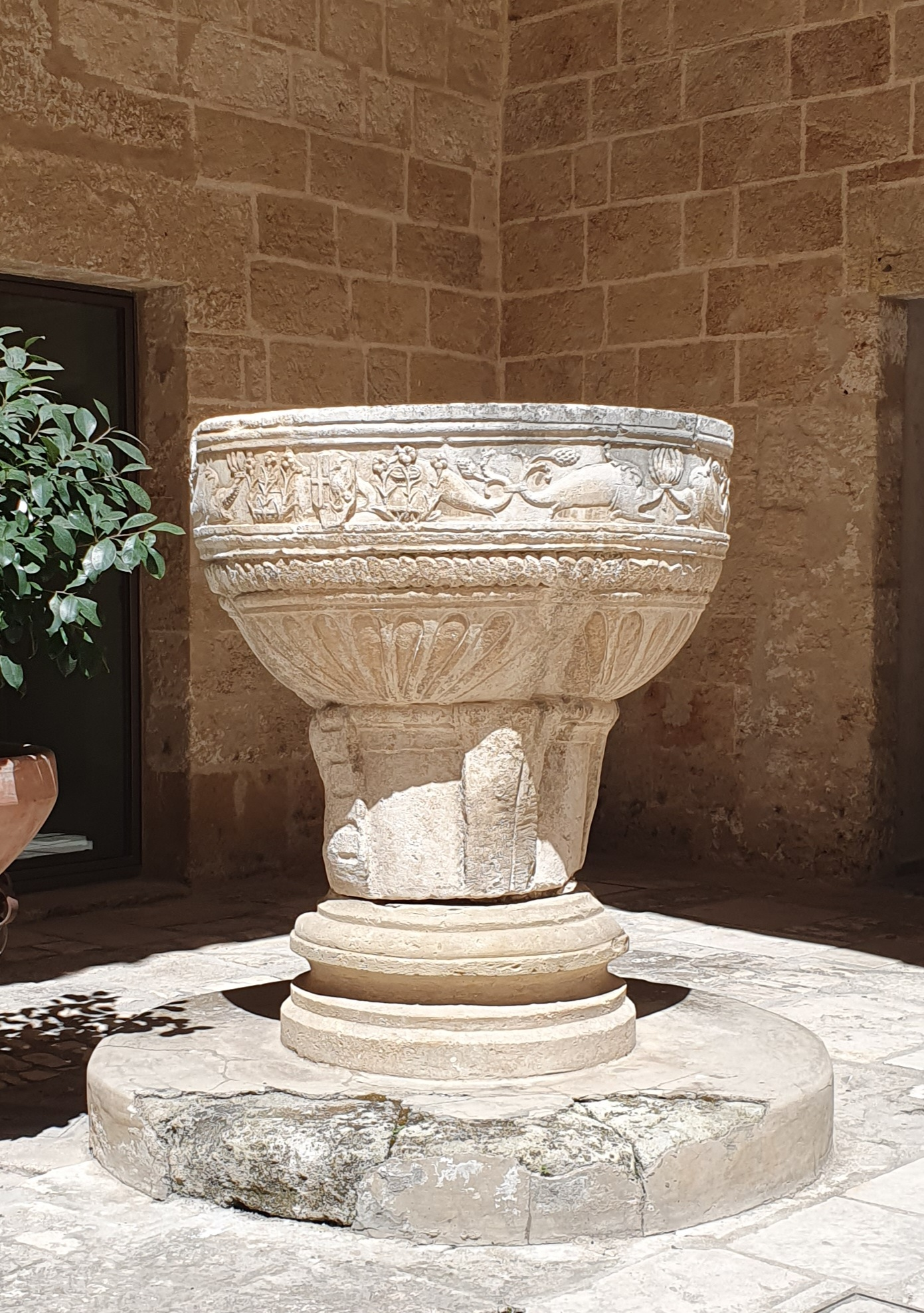
Fonte battesimale (XIV sec.)

#### Piano terra
Superato l'androne dalle volte a botte, si accede nel cortile scoperto, di forma quadrata e con un portico triangolare, sorretto da colonne di tipo dorico-tuscanico con capitelli decorati (echino intagliato con un kyma ionico ad ovuli. In questo cortile si aprono varie stanze e corridoi, che un tempo servivano da mensa, uccelleria, prigioni, cantina, magazzini, dispensa ed armeria.

#### Fonte battesimale
Sempre nel cortile interno si trova un fonte battesimale pedobattista datato al XIV secolo ed appartenuto all'antica Chiesa Madre. L'oggetto rivela passate manomissioni; la conca è decorata a baccelli e sull'orlo, segnato da listelli, è scolpito un fregio, raffigurante delfini affrontati, che si legano a motivi floreali che si interrompono nella zona dove è stato sovrapposto lo stemma, a forma di bucranio o testa di cavallo e recante: nella banda di sinistra la croce dei Cavalieri di Malta, in quella destra un grifo alato e sotto un motto in latino.

#### Piani superiori

Planimetria attuale del castello

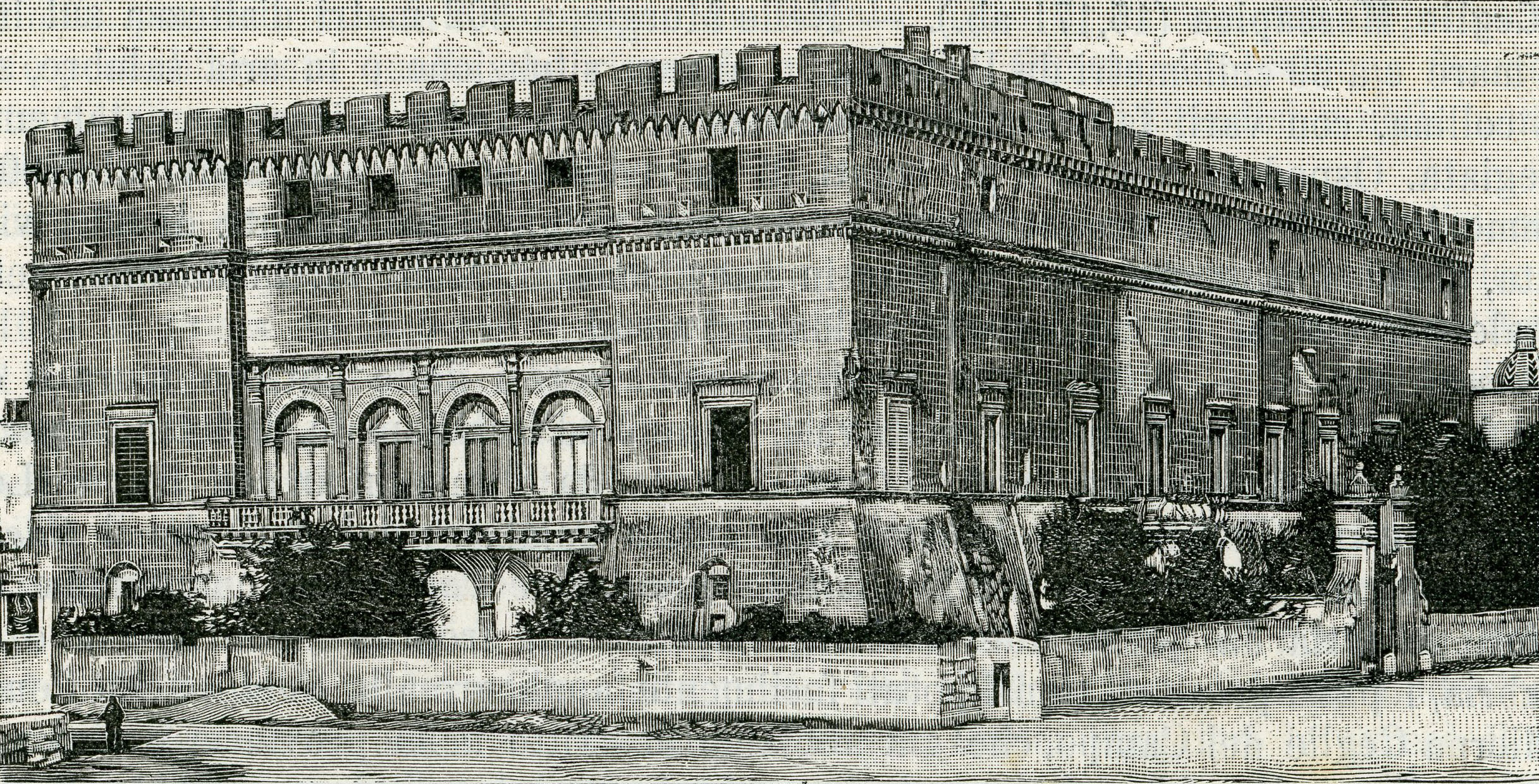
Una vecchia xilografia del castello

Lo scalone, probabilmente fatto da Mauro Manieri, porta al ballatoio dal piano superiore, dove si affacciano finestre e porte ornate con cornici e fregi simili alle finestre cinquecentesche della facciata.
Le stanze dei due piani sono disposte intorno al cortile e le porte interne "ad orecchio" sono la traccia dell'opera del Manieri.
Nella sala consiliare si trova il seicentesco caminetto in pietra leccese. Esso ha un profilo rimarcato dai festoni floreali degli stipiti, da un motivo di uccelli che si abbeverano nello stesso vaso sul fregio e infine dal timpano a forma di drappo, che accoglie lo stemma Imperiali-Spinola sormontato da una corona e chiuso da due profili femminili incoronati d'alloro.
In quasi tutto il secondo piano le pareti sono abbellite da quadri. Da segnalare le tele raffiguranti Andrea e Michele III Imperiali, l'Ultima cena e Santa Agnese, quest'ultima opera di Pacecco De Rosa.
La sala del Sindaco, detta di San Carlo, conserva la volta a padiglione con decorazioni in stucco e dorate, caricate da successivi lavori di manutenzione.
In una delle tante sale è ubicata la cappella di Santa Maria delle Grazie, voluta dallo stesso Michele Imperiali.
Purtroppo manca gran parte del ricco arredo degli Imperiali (mobili, gioielli, argenti) che altrimenti abbellirebbero maggiormente gli interni.